# A1 (Storbritannien)

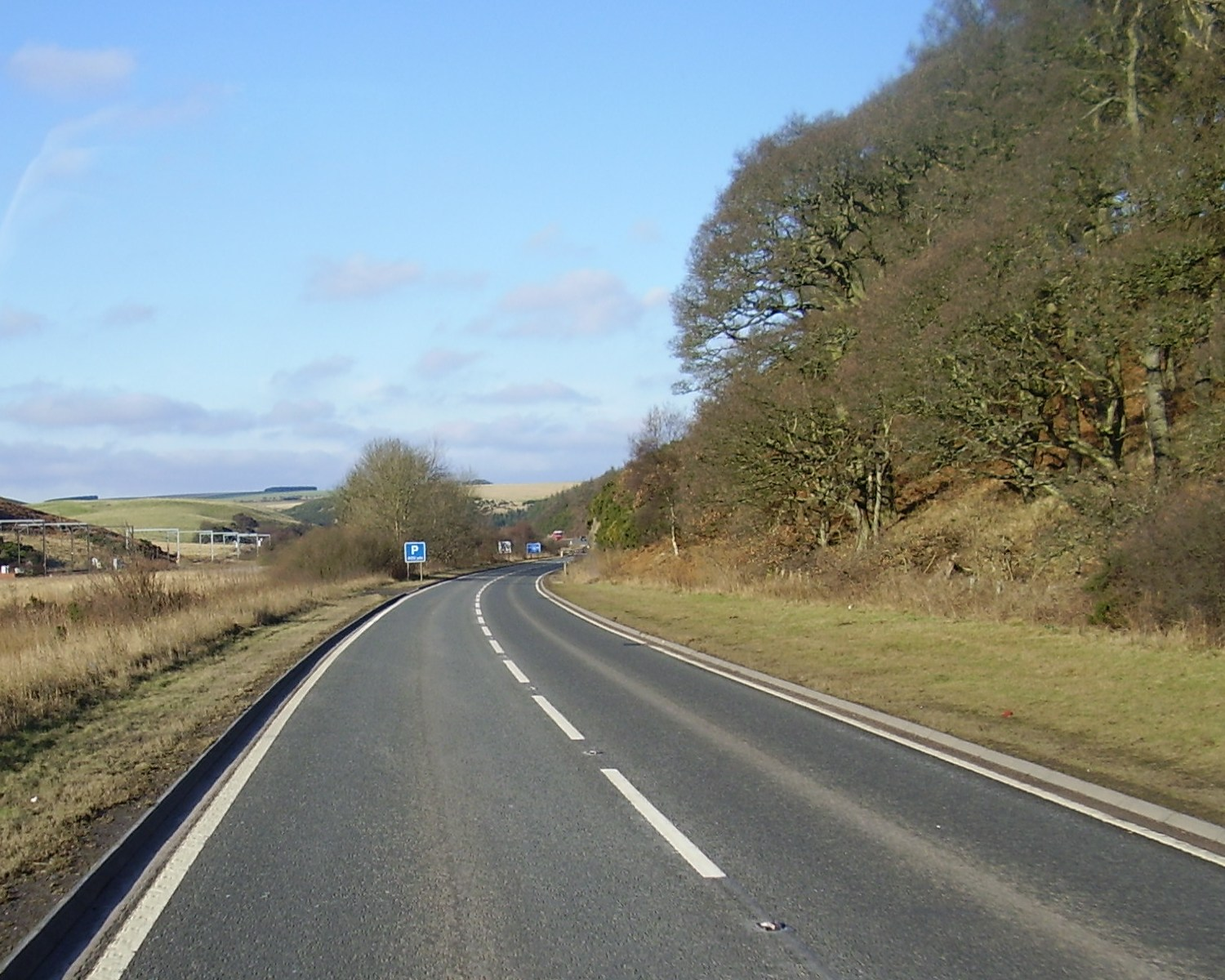
A1 i Skottland

Lägeskarta över A1(M).

A1 är en av Storbritanniens viktigaste vägar, och förbinder London och Edinburgh via bland annat Newcastle-upon-Tyne. Den har växt fram ur den medeltida vägen Great North Road, som i sin tur delvis följde romerska vägar, och fick sitt nummer 1921. När de brittiska motorvägarna började byggas på 1960-talet bestämdes det att A1 inte skulle uppgraderas i sin helhet, utan endast där det ansågs nödvändigt. Övriga sträckor, åtminstone söder om Newcastle, byggdes ut till fyrfältsväg. På senare år har flera nya motorvägssträckor tillkommit. På grund av planeringshistoriken följer motorvägen M1 en helt annan sträckning än A1. A1:s motorvägssträckor skyltas A1(M) och är följande:
- Från motorvägen M25 vid South Mimms i norra London till norr om Letchworth Garden City (38 km)
- Från Alconbury nära Huntingdon till Peterborough (21 km)
- Ett avsnitt vid Doncaster som korsar M18 (25 km)
- Mellan Pontefract söder om M62 och Dishforth öster om Ripon (57 km)
- Från Scotch Corner till Washington i Sunderland (54 km)

Om- och utbyggnader av övriga sträckningar planeras för att på sikt göra om hela sträckan till motorväg.   